# 水瀬紗彩耶
水瀬 紗彩耶 （みなせ さあや、2003年1月1日 - ）は、日本の女優、タレント。東京都出身。所属事務所はホリプロデジタルエンターテインメント。

## 略歴
2020年3月に「超十代」がプロデュースするオーディション「Mr.超十代＆Ms.超十代オーディション2020」で準グランプリを獲得し芸能界デビュー。
2020年7月よりホリプロデジタルエンターテインメントに所属。
2023年10月の舞台『TOARU』では主演・本谷幸子を演じた。
2024年2月23日公開のオムニバスホラー『ドラレコ霊（相続霊）』に出演。
2024年1月に若手発掘・育成プロジェクト「私の卒業」第5期メンバーとして、映画『こころのふた〜雪ふるまちで〜』に出演。2024年7月から放送された連続ドラマ『タカラのびいどろ』では小川唯を演じた。2025年2月に『東京サラダボウル』6話にメインゲストとして出演し、NHKドラマ初出演を飾った。

## 人物
趣味はアニメ鑑賞。特技は油絵、ソフトテニス。

## 出演

### テレビドラマ
- 竹内涼真の撮休 第8話（2021年、WOWOW）[8]
- 壁サー同人作家の猫屋敷くんは承認欲求をこじらせている（2022年10月、朝日放送テレビ）[9]
- 僕たちの校内放送（2023年8月、フジテレビ）[10]
- 時をかけるな、恋人たち 第8話（2023年11月、関西テレビ）- 萌 役[1][11]
- マルス-ゼロの革命-（2024年1月23日 - 3月19日、テレビ朝日）- 増田蘭 役[12][13]
- タカラのびいどろ（2024年7月1日 - 9月2日、BS朝日） - 小川唯 役[6]
- 東京サラダボウル 第6話（2025年2月11日、NHK）-ファン・スヒョン役[14]

### 映画
- ドラレコ霊（相続霊）（2024年2月23日公開）- 沙知 役[4][15]
- こころのふた～雪ふるまちで～（2024年6月14日公開）- 岡本まゆ 役[16][17][18]
- 虚空（2025年公開予定）- 馬場杏奈 役[19]
- 青春ゲシュタルト崩壊（2025年6月13日公開）- 薫 役[20]

### テレビ
- 算数バトル マスマスター（2025年10月6日〜、NHK Eテレ）- 主演・除算ワリーン 役[21][22]

### WEBドラマ
- YouTubeショートホラームービー「デジホラ」（2021年1月配信開始）[23]
- フジテレビ公式ショートドラマ「だってヒロインじゃない」『忘れられない恋』（2024年6月10日、12日、14日配信）-アミ 役[24][25]
- TikTokショートドラマ「モブライフ」（2024年6月配信）-綾瀬 役[26]
- SNACKドラマ「デリバリー配達員の逆転人生」（2024年7月10日配信開始）-玉城美奈 役[27]
- SNSショートドラマ「#エモハル」（2024年8月配信開始）[28]
- Vigloo「男女の憂情」（2024年10月10日配信開始）-主演・黒川雫 役[29]
- au×NewsPicks 縦型ショートドラマ「しまうま劇場」（2024年11月1日配信開始）[30]
- FANY :D「陰キャなアイツが義理の兄！？」（2024年12月3日配信開始）-紗枝 役
- au×NewsPicks 「不変のAI」（2025年1月5日配信開始）-主演・美咲 役[31]
- ネスレ日本KitKat公式ショートドラマ「きっと青春の1ページ」（2025年1月配信開始）
- ラブピクション（2025年4月配信開始）
- キミハル!（2025年4月配信開始）-優奈 役
- 映画『 か「」く「」し「」ご「」と「』PRドラマ（2025年5月配信開始）-ナナコ 役
- SWIPEDRAMA「復讐パパ〜イジメ・リベンジャー〜」（2025年6月10日配信開始）-福永日葵役[32]

### WEB配信
- TRAIN TV「トレシャカ」（2025年7月7日配信開始）調査員[33]

### ラジオ
- 新成人、10年後の世界と自分へ（2022年1月2日、ラジオNIKKEI）[34]
- 小池徹平のSKYFIGHT（2022年2月〜5月、ABCラジオ）[35]
- 小塚アナの褒めタイム！（2022年1月、ラジオNIKKEI）[36]

### 舞台
- DOG'S（2023年2月17日-26日、中目黒キンケロ・シアター）- モモコ 役[37]
- こと〜築地寿司物語〜明日への轍（2023年4月27日-30日、築地本願寺ブディストホール）- 福山佳代 役[38][39]
- TOARU（2023年10月6日-15日、中目黒キンケロ・シアター）- 主演・本谷幸子 役[3][40]
- 振り子（2025年9月6日 - 14日〈予定〉、IMAホール）[41]

### モデル
- Diane Perfect Beauty「ダイアンシャイン！シャイン！」「ダメージリペア」「ダイアンPB」「ダイアンPBアウトバス」出演[40]
- emes excite 2022 S/Sビジュアルモデル[40]
- non-noカワイイ選抜2023メンバー No.125 [42]
- non-no専属読モ non-no girls[43]
- KATEマスカラ「ラッシュバースト」プロモーション動画出演[44]

### MV
- HELLO HELLO HELLO（藍井エイル、2022年7月24日公開）[1]
- Over（かすみ草とステラ、2024年1月1日公開）- 星乃華 役[45][46]
- 放課後プリンセス（松浦航大、2024年12月4日公開）

### Podcast
- ＃buzzルーム〜十人Z色〜（2023年11月28日配信開始）[47][48]

### イベント
- 第3回フェローズフィルムフェスティバル学生部門（2021年1月16日、渋谷ユーロライブ）[49][50]
- 第4回フェローズフィルムフェスティバル学生部門（2022年1月13日、渋谷区文化総合センター大和田 伝承ホール）[51][52]
- KANSAIKANSAI COLLECTION 2024 SPRING＆SUMMER（2024年3月20日、京セラドーム大阪）[53]
- 超十代 -ULTRA TEENS FES- 2024（2024年3月28日、渋谷ヒカリエホール）[54]
- GAKUSEI RUNWAY 2024S/S（2024年6月16日、大阪・リバープレイス／なんばHatch）[55]
- 超十代 -ULTRA TEENS FES- 2024@NAGOYA（2024年12月26日、ポートメッセなごや）
- GAKUSEI RUNWAY 2024A/W（2024年12月28日、なんばHatch）[56]
- 超十代 -ULTRA TEENS FES- 202510th Anniversary（2025年3月26日、国立代々木競技場第一体育館）[57]
- シンデレラフェス2025（2025年6月8日、さいたまスーパーアリーナ（コミュニティアリーナ））[58]